# Districte de Minbu
El districte de Minbu és una divisió administrativa de Birmània (Myanmar) a la divisió de Magwe, al centre del país, amb capital a Minbu. Administrativament està formada per cinc townships:
- Minbu
- Pwintbyu
- Ngape
- Salin
- Sidoktaya

## Història
El seu nom original, Minpon ("amagatall del príncep") deriva d'un fet de l'antiga història birmana. Minbu apareix esmentada en relació al rei de Pagan, Alaungsithu, que hauria millorat els sistemes d'irrigació al segle xii. Sota domini birmà el territori que després fou el districte de Minbu estava sota el govern de tres wuns que residien a Salin, Sagu i Ngape, mentre Minbu mateix estava administrada per un oficial anomenat penin (literalment "patró de barca reial); cada wun tenia a les seves ordes un sitke (oficial militar), un nahkan i un sayegyi (secretari principal) i cada un dels pobles estava sota un myothugyi. Salin era la ciutat principal i tenia el 1826 uns deu mil habitants. El darrer rei de Birmània fou governador (myosa) de Minbu i el seu districte (anomenat "Set districtes al costat de la Muntanya") i encara que mai el va visitar, en cobrava les rendes i per aquest govern va rebre el títol de Mindun (príncep) que va portar fins a pujar al tron.
Minbu fou ocupada pels britànics el març de 1886 amb tot el territori i va ser designada quarter d'un comandament militar, si bé les tropes foren retirades en els següents anys i el quarter militar traslladat a Myingyan. El 1886 els caps dacoits Nga Sue i Oktama, van presentar resistència a l'ocupació; el primer operava al sud del riu Man i l'altra al nord fins a Salin; Nga Swe era un thugyi (governador) de frontera, va arribar a capturar l'estació de policia de Ngape; el maig de 1886, després de fallar un intent de capturar-lo que va costar la vida al subcomissionat Phayre, fou expulsat de Ngape, però llavors va assetjar Thabyebin, que va haver de ser alliberada per reforços quan la guarnició britànica estava al límit. Finalment, després de diversos combats, Nga fou expulsat cap al districte de Thayetmyo on va morir en combat. Oktama era un pongyi, que dirigia una banda de resistents, i l'abril de 1886 va atacar i cremar Sagu però fou rebutjat; va reaparèixer al juny amb tres mil homes i va assetjar Salin, però també fou rebutjat; després va donar problemes a l'entorn de Pyilongyaw; va seguir actuant amb operacions menors fins al juny de 1889 quan fou traït i entregat als britànics que el van jutjar i penjar.
Des de 1886 es va formar la divisió de Minbu i el districte de Minbu. La superfície d'aquest darrer era de 8.544 km² i el riu principal l'Irauadi, però n'hi havia altres: el Salin, el Mon, i el Man, tots afluents del Iraudi, que neixen a les muntanyes de l'oest. Hi ha dos llacs de certa importància, el Paunglin i el Wetthigan. La població el 1891 era de 215.959 habitants i el 1901 de 233.377 i estava dividit en dues subdivisions i cinc townships: 
- Minbu
  - Sagu
  - Legaing
  - Ngape
- Salin
  - Salin
  - Sidoktaya

Minbu i Salin eren municipalitats. El 93% de la població parlava birmà i la reste xin (que eren 15.600 el 1901) especialment a Ngape, i alguna altra llengua (uns 2000). El 66% vivia de l'agricultura. Pràcticament tota la població era budista excepte alguns animistes (tots xins).
Vers 1906 la capital de la divisió va passar a Magwe i Minbu va restar com a capital de districte.

## Arqueologia

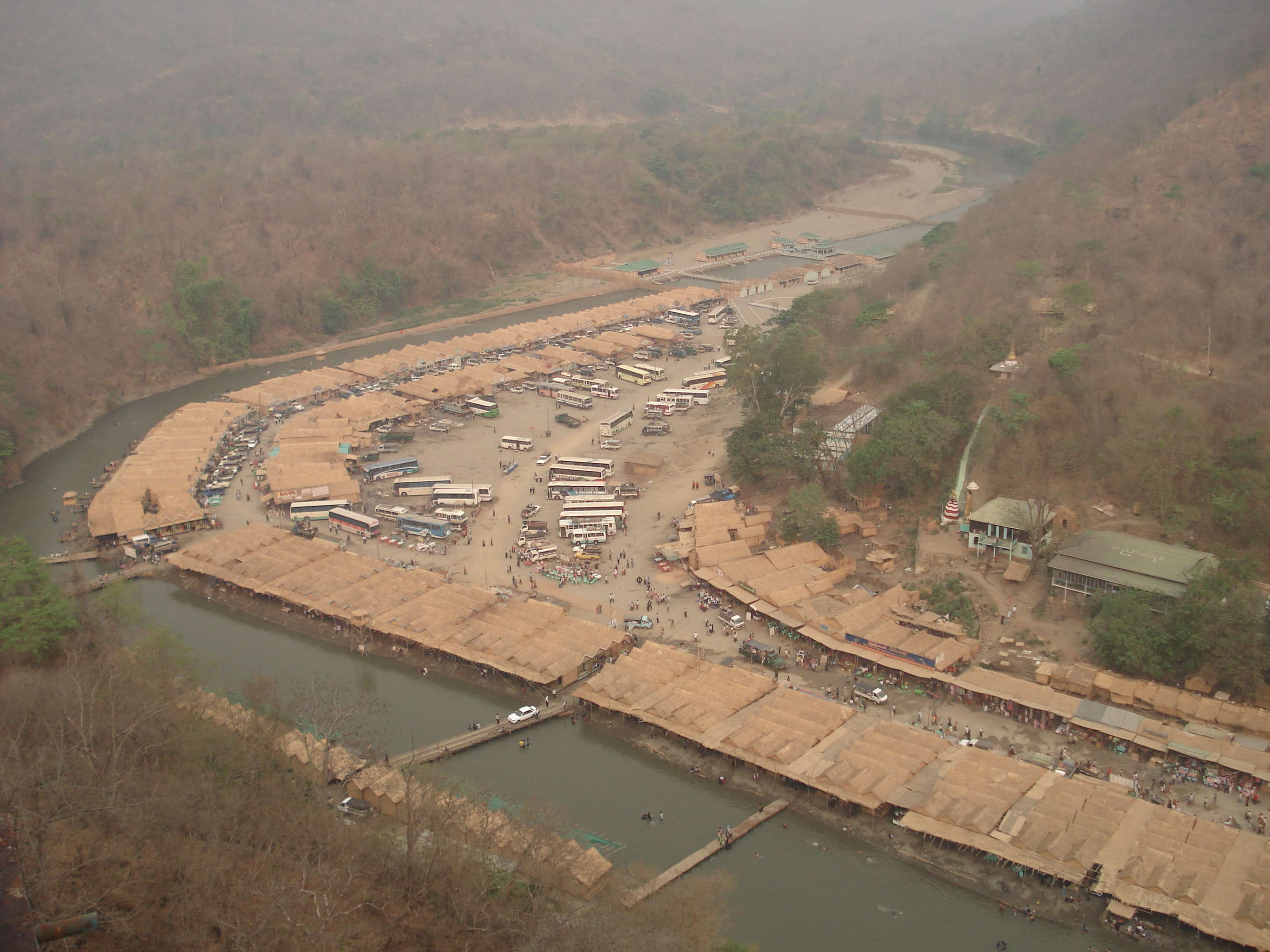
Shwezettaw Pagoda festival

Hi ha algunes pagodes sent la principal la de Shwezettaw (Petjada daurada) al township de Sagu, prop de Minbu, la qual porta el seu nom perquè segons la tradició quan Buda va estar a Birmània va deixar dues petjades, una a la riba del riu Mon i una al cim d'un turo a l'altre costat del riu; cada any del febrer al març se celebra un festival religiós. Una altra pagoda important és la de Kyaungdawya a Legaing, on segons la tradició Buda va viure durant la seva estada a Birmània. Finalment cal esmentar les pagodes de Koktheinnayon prop de Salin, i de Myatsepo i Shwebannyin a Legaing.
Salin és una ciutat antiga fundada segons la tradició el 1200 pel rei de Pagan Narapadisithu, i la seva muralla és un exemple d'antiga fortificació birmana.